# Raymond Queneau
Raymond Queneau (Le Havre, 21. veljače 1903. – Pariz, 25. listopada 1976.) francuski književnik, pjesnik, kritičar, urednik i suosnivač i predsjednik grupe Oulipo.

## Životopis
Diplomirao je filozofiju i psihologiju na Sorbonnei. Pripadnik je nadrealističkoga pokreta 1924. – 29.

## Nepotpun popis djela
- Stilske vježbe, Excercices de style, 1947., u Hrvatskoj na sceni od 1968. godine.

### Romani
- Pasji zub (Le Chiendent, 1933.)
- Hrast i pas (Chêne et chien, 1937.)
- Zazie u metrou (Zazie dans le métro, 1959.)
- Plavo cvijeće (Les Fleurs bleues, 1965.)
- Ikarov let (Le Vol d’Icare, 1968.)